# Barrio Las Malvinas (La Plata)
Barrio Las Malvinas es un barrio de Melchor Romero, partido de La Plata, en la provincia de Buenos Aires. Forma parte del aglomerado urbano Gran La Plata. Se encuentra a 5 km al sudoeste del centro de la ciudad.
Hasta 1989 el terreno era una propiedad rural con una única vivienda, donde actualmente funciona el centro de salud. Nació en el año 1990 como parte de un loteo del programa PROTIERRA de la Provincia de Buenos Aires. Comprende 22 manzanas, en general compuesta por pobladores de bajos ingresos. Parte de su población está compuesta por inmigrantes de la etnia qom.

## Geografía

### Sismicidad
La región responde a las subfallas «del río Paraná», y «del río de la Plata», y a la falla de «Punta del Este», con sismicidad baja; y su última expresión se produjo el 5 de junio de 1888 (136 años), a las 3.20 UTC-3, con una magnitud aproximadamente de 5,0 en la escala de Richter (terremoto del Río de la Plata de 1888).
La Defensa Civil municipal debe advertir sobre escuchar y obedecer acerca de 
Área de
- Tormentas severas, algo periódicas
- Baja sismicidad, con silencio sísmico de 6 años